# Dudkovcovití
Dudkovcovití (Phoeniculidae) jsou nepočetná africká čeleď ptáků ze řádu zoborožců. Vyskytují se výhradně v subsaharské Africe.

## Systematika
Dudkovcovití zahrnují dva rody: Phoeniculus a Rhinopomastus. Oba v češtině nesou označení dudkovec a čítají celkem devět druhů.
Dudkovcovití jsou řazeni mezi zoborožce a jsou nejblíže spřízněni s čeledí dudkovitých (Upupidae). Sesterskou skupinu vůči kladu dudkovitých+dudkovcovitých představuje vyhynulá čeleď Messelirrisoridae z evropského eocénu.

## Popis
Dudkovcovití dosahují velikosti 20–38 cm. Velikostně jde o středně velké až menší ptáky, kteří se vyznačují dlouhým, stupňovitým ocasem a tenkým, zahnutým zobákem. Křídla jsou široká a zakulacená, končetiny spíše krátké, avšak s dlouhými prsty. Zbarvení je převážně černé s různými odlesky, některé druhy mají na křídlech a ocasních perech bílé znaky.

## Biologie
Dudkovcovití se vyskytují v subsaharské Africe vyjma Kapska. Přirozeným stanovištěm dudkovcovitých jsou lesy a lesostepi, od rozptýlených stromů v suchých stepích až po baldachýn deštných lesů. K životu tito ptáci vyžadují alespoň omezenou přítomnost stromů, které jim poskytují hnízdiště i zdroj potravy. Dudkovcovití se živí především bezobratlými či menšími obratlovci, které lapají svým zobákem zpod stromové kůry. Silné končetiny těmto ptákům umožňují přidržovat se větví a kmenů i hlavou dolů. Určitou část jídelníčku mohou zahrnovat i plody.
Dudkovcovití vykazují monogamní systém páření. Hnízdí ve stromových dutinách, kde samice klade snůšku o dvou až pěti šedých nebo modrozelených vejcích. Při péči o ptáčata mohou hnízdnímu páru vypomáhat i starší mláďata z předchozího hnízdění.